# サンダンス映画祭
サンダンス映画祭（サンダンスえいがさい、Sundance Film Festival）は、アメリカ合衆国の映画祭。ユタ州のスキーリゾート地で有名なパークシティで、1978年より毎年1月中旬から11日間に渡って開催されている。インディペンデント映画を対象とし、数万人規模の客を招き約200本もの長・短編映画が上映される。日本のNHKがスポンサーに名を連ねている。
名称は、この映画祭を主催するロバート・レッドフォードが映画『明日に向って撃て!』で演じた役柄サンダンス・キッドに由来する。
2027年より開催地をコロラド州ボルダーへ移転することが決定した。

## 概要
1978年、映画製作者たちをユタ州に惹きつけるのを狙いとして、俳優・映画監督のロバート・レッドフォードが「ユタ・US映画祭」として始めた。当初のメイン・イベントは古い映画の回顧展で、映画製作者らによるディスカッションなどが行われた。しかし、当時すでにハリウッドの外で制作された映画群によるプログラムも含まれていた。ユタ州で開催するのはレッドフォードがユタ州の住民であったためである。
サンダンス映画祭はケヴィン・スミス、ロバート・ロドリゲス、クエンティン・タランティーノ、ジム・ジャームッシュ、ポール・トーマス・アンダーソン、デイミアン・チャゼルなどの映画監督の知名度を上げた。また『ブレア・ウィッチ・プロジェクト』『セックスと嘘とビデオテープ』『ソウ』などのインディペンデント映画を有名にしている。
この映画祭が他を圧倒しているところは、観客に映像作家、俳優だけでなく、配給会社の買い付け担当、弁護士、エージェント、マネージャーなど、ビジネス関係者が圧倒的に多い点である。特に90年代半ばから、ネクタイ・スーツ姿の携帯電話を持った観客が急増。第二・第三のタランティーノやロドリゲスと契約しにこの映画祭に現れ、ホテルロビーでは連日連夜、早朝まで買い付け担当や弁護士との会合が行われている。
2007年9月下旬に2008年開催分の締め切りがあったが、応募総数が史上最高の8,000本を越えた。

## 歴代受賞作品
| 開催年 | グランプリ（審査員大賞・ドラマ部門） Grand Jury Prize: Dramatic                            | 観客賞（ドラマ部門） Audience Award: Dramatic                               |
| ------ | ------------------------------------------------------------------------------------------ | --------------------------------------------------------------------------- |
| 1984年 | オールド・イナフ/としごろ（Marisa Silver監督）                                             |                                                                             |
| 1985年 | ブラッド・シンプル（コーエン兄弟監督）                                                     |                                                                             |
| 1986年 | スムース・トーク（ジョイス・チョプラ監督）                                                 |                                                                             |
| 1987年 | ディックの奇妙な日々（ゲイリー・ウォルコウ監督）& 月の出をまって（ジル・ゴッドミロー監督） |                                                                             |
| 1988年 | ヒート・アンド・サンライト（ロブ・ニルソン監督）                                           |                                                                             |
| 1989年 | True Love（ナンシー・サヴォカ監督）                                                        | セックスと嘘とビデオテープ（スティーヴン・ソダーバーグ監督）                |
| 1990年 | Chameleon Street（ウェルデル・B・ハリス・Jr監督）                                          | ロングタイム・コンパニオン（ノーマン・ルネ監督）                            |
| 1991年 | ポイズン（トッド・ヘインズ監督）                                                           | ワン・カップ・オブ・コーヒー（ロビン・B・アームストロング監督）             |
| 1992年 | イン・ザ・スープ 夢の降る街（アレクサンダー・ロックウェル監督）                            | ウォーターダンス（ニール・ヒメネズ、マイケル・スタインバーグ監督）          |
| 1993年 | パブリック・アクセス（ブライアン・シンガー監督）                                           | エル・マリアッチ（ロバート・ロドリゲス監督）                                |
| 1994年 | What Happened Was...（トム・ヌーナン監督）                                                 | Spanking the Monkey（デヴィッド・O・ラッセル監督）                          |
| 1995年 | マクマレン兄弟（エドワード・バーンズ監督）                                                 | ピクチャーブライド（カヨ・マタノ・ハッタ監督）                              |
| 1996年 | ウェルカム・ドールハウス（トッド・ソロンズ監督）                                           | この森で、天使はバスを降りた（リー・デヴィッド・ズロトフ監督）              |
| 1997年 | SUNDAY それぞれの黄昏（ジョナサン・ノシター監督）                                          | ハリケーン・クラブ（モーガン・J・フリーマン監督）                           |
| 1998年 | スラム（マーク・レヴィン監督）                                                             | スモーク・シグナルズ（クリス・エアー監督）                                  |
| 1999年 | 季節の中で（トニー・ブイ監督）                                                             | 季節の中で（トニー・ブイ監督）                                              |
| 2000年 | ガールファイト（カリン・クサマ監督）                                                       | Two Family House（レイモンド・デ・フェリッタ監督）                          |
| 2001年 | The Believer（ヘンリー・ビーン監督）                                                       | ヘドウィグ・アンド・アングリーインチ （ジョン・キャメロン・ミッチェル監督） |
| 2002年 | Personal Velocity: Three Portraits（レベッカ・ミラー監督）                                 | Real Women Have Curves（パトリシア・カルドソ監督）                          |
| 2003年 | アメリカン・スプレンダー（シャリ・スプリンガー・バーマン、ロバート・プルチーニ監督）       | The Station Agent（トム・マッカーシー監督）                                 |
| 2004年 | プライマー（シェーン・カルース監督）                                                       | そして、ひと粒のひかり （ジョシュア・マーストン監督）                       |
| 2005年 | Forty Shades of Blue（アイラ・サックス監督）                                               | ハッスル&フロウ（クレイグ・ブリュワー監督）                                 |
| 2006年 | Quinceañera（リチャード・グラッツァー、ウォッシュ・ウェストモアランド監督）                | Quinceañera（リチャード・グラッツァー、ウォッシュ・ウェストモアランド監督） |
| 2007年 | Padre Nuestro（クリストファー・ザラ監督）                                                  | さよなら。いつかわかること（ジェームズ・C・ストラウス監督）                 |
| 2008年 | フローズン・リバー（コートニー・ハント監督）                                               | The Wackness（ジョナサン・レヴィン監督）                                    |
| 2009年 | プレシャス（リー・ダニエルズ監督）                                                         | プレシャス（リー・ダニエルズ監督）                                          |
| 2010年 | ウィンターズ・ボーン（デブラ・グラニク監督）                                               | ハッピーサンキューモアプリーズ（ジョシュ・ラドナー監督）                    |
| 2011年 | 今日、キミに会えたら（ドレイク・ドレマス監督）                                             | Circumstance（マリアム・ケシャバルズ監督）                                  |
| 2012年 | ハッシュパピー 〜バスタブ島の少女〜（ベン・ザイトリン監督）                                | セッションズ（ベン・リューイン監督）                                        |
| 2013年 | フルートベール駅で（ライアン・クーグラー監督）                                             | フルートベール駅で（ライアン・クーグラー監督）                              |
| 2014年 | セッション（デイミアン・チャゼル監督）                                                     | セッション（デミアン・チャゼル監督）                                        |
| 2015年 | ぼくとアールと彼女のさよなら（アルフォンソ・ゴメス＝レホン監督）                           | ぼくとアールと彼女のさよなら（アルフォンソ・ゴメス＝レホン監督）            |
| 2016年 | バース・オブ・ネイション（ネイト・パーカー監督）                                           | バース・オブ・ネイション（ネイト・パーカー監督）                            |
| 2017年 | この世に私の居場所なんてない (メイコン・ブレア監督)                                        | 無実の投獄 (マット・ラスキン監督)                                           |
| 2018年 | ミスエデュケーション (デジレー・アカヴァン監督)                                            | バーデン (アンドリュー・ヘックラー監督)                                     |
| 2019年 | クレメンシー (チノナイ・チュクー監督)                                                      | ブリタニー・ランズ・ア・マラソン (ポール・ダウンズ・コレイゾ監督)           |
| 2020年 | ミナリ (リー・アイザック・チョン監督)                                                      | ミナリ (リー・アイザック・チョン監督)                                       |
| 2021年 | コーダ あいのうた (シアン・ヘダー監督)                                                     | コーダ あいのうた (シアン・ヘダー監督)                                      |
| 2022年 | ナニー (ニキヤトゥ・ジュース監督)                                                          | チャチャ・リアル・スムース (クーパー・レイフ監督)                           |
| 2023年 | サウザンド・アンド・ワン (A・V・ロックウェル監督)                                          | ペルシアン・バージョン 娘が好きになれないワケ (マリアム・ケシャバルズ監督)  |
| 2024年 | In the Summers (Alessandra Lacorazza Samudio監督)                                          | Dìdi (ショーン・ワン監督)                                                   |
| 2025年 | Atropia (ヘイリー・ゲイツ監督)                                                             | Twinless (ジェームズ・スウィーニー監督)                                     |

※観客賞は1989年より設立。グランプリ・観客賞共にドキュメンタリー映画部門もある。